# Syndroom van Gianotti-Crosti
Het syndroom van Gianotti-Crosti of het acropapulovesiculeuze syndroom is een huidbeeld dat gezien kan worden bij patiënten met een virusinfectie. Tevoren is de patiënt wat ziek. Vrij plotseling ontstaan huidkleurige of roze-rode papels ('bultjes'). De papels zijn symmetrisch verdeeld over gezicht, billen, armen en benen. Er zijn allerlei virusinfecties die het syndroom van Gianotti-Crosti kunnen veroorzaken: humaan herpesvirus-6, Epstein-Barrvirus (EBV), Cytomegalovirus (CMV), Hepatitisvirussen A, B en C, Parvovirus B19, coxsackievirus, RS-virus, adenovirussen, rotavirus en Hiv. Ook streptokokken en vaccinaties kunnen een oorzaak zijn. Het huidbeeld hoeft niet behandeld te worden. Of virologisch onderzoek ingezet moet worden, hangt af van de bijkomende symptomen.